# Урбаровы
 Урбаровы  — опустевшая деревня в Афанасьевском районе Кировской области в составе Пашинского сельского поселения.

## География
Расположена непосредственно к востоку от центра поселения села Пашино.

## История
Была известна с 1891 года как починок Урбаровский, в 1905 году  дворов 7 и жителей 40, в 1926 году (выселок Урбаровский) 9 и 42  (почти все «пермяки»), в 1950 (деревня Урбарово) 16 и 57, в 1989 году 4 жителя. Настоящее название утвердилось с 1978 года.

## Население
Постоянное население не было учтено как в 2002 году, так и в 2010.